# 블라드 2세 드러쿨
블라드 2세 드러쿨(루마니아어: Vlad II Drăcul, 1395년 이전 ~ 1447년 12월 2일)는 왈라키아 공(재위: 1436년 ~ 1442년, 1443년 ~ 1447년)이다. 블라드 3세 체페슈의 아버지이기도 하다.
왈라키아 공 미르체아 1세(Mircea I)의 사생아로 태어났다. 신성 로마 제국의 황제이자 헝가리의 국왕인 지기스문트 밑에서 어린 시절을 보냈다. 이는 로마 가톨릭교회로부터 정치적인 지지를 받아내는 한편 오스만 제국의 침공으로부터 왈라키아를 방어하기 위한 계획의 일환이었다. 1431년에는 드라곤 기사단의 일원이 되었다.
1436년 알렉산드루 1세 알데아(Alexandru I Aldea) 공이 살해당하면서 왈라키아 공으로 즉위했지만 1442년 헝가리의 후녀디 야노시가 왈라키아를 침공하면서 폐위당하였고 블라드의 아들 미르치아 2세(Mircea II)가 작위를 이어받았으며 후녀디 야노시는 단 2세(Dan II)의 아들인 바사라브 2세(Basarab II)를 왈라키아 공으로 즉위시켰다. 그렇지만 바사라브 2세는 불과 1년 만에 오스만 제국의 지원을 받은 블러드 2세에 공위를 넘겨주고 만다.
1443년 10월 헝가리의 울라슬로 1세(폴란드의 브와디스와프 3세) 국왕은 오스만 제국의 세력 확장을 저지하기 위해 헝가리 십자군을 조직했다. 헝가리 십자군의 사령관이었던 후녀디 야노시는 블라드 2세에게 헝가리 십자군에 입대할 것을 요구했지만 블라드 2세는 이를 거부했다. 헝가리 십자군은 1444년 11월 10일에 일어난 바르나 전투에서 오스만 제국에 패배하고 만다. 1447년 12월 왈라키아를 침공한 후녀디 야노시에게 살해당했다. 이후 작위는 단 2세의 또 다른 아들 블라디슬라프 2세가 이어받았다.